# 多勃雷寧山
多勃雷寧山（英語：Mount Dobrynin）是南極洲的山峰，位於毛德皇后地的阿斯特里德公主海岸，處於埃德斯加弗倫崖東南面2公里，海拔高度1,970米，由德國探險隊發現和根據空中照片繪入地圖，現時由南極條約體系管理。